# Australische Cricket-Nationalmannschaft in Pakistan in der Saison 1994/95
Die Tour der australischen Cricket-Nationalmannschaft nach Pakistan in der Saison 1994/95 fand vom 28. September bis zum 5. November 1994 statt. Die internationale Cricket-Tour war Bestandteil der Internationalen Cricket-Saison 1994/95 und umfasste drei Tests. Pakistan gewann die Serie 1–0.

## Vorgeschichte
Für beide Mannschaften war es die erste Tour der Saison.
Zwischen dem zweiten und dritten Test wurde zusammen mit Südafrika ein Drei-Nationen-Turnier ausgetragen.
Das letzte Aufeinandertreffen der beiden Mannschaften fand in der Saison 1989/90 in Australien statt.

## Stadien
Die folgenden Stadien wurden für die Tour als Austragungsort vorgesehen.
| Stadion                    | Stadt      | Kapazität | Spiele  |
| -------------------------- | ---------- | --------- | ------- |
| National Stadium           | Karachi    | 34.228    | 1. Test |
| Gaddafi Stadium            | Lahore     | 60.000    | 3. Test |
| Rawalpindi Cricket Stadium | Rawalpindi | 25.000    | 2. Test |

## Kaderlisten
Die folgenden Kader wurden von den Mannschaften benannt.
| Test | Test |
| Pakistan | Australien |
| --- | --- |
| - Aamer Sohail - Aamer Malik - Aaqib Javed - Akram Raza - Basit Ali - Ijaz Ahmed - Inzamam-ul-Haq - Mohsin Kamal - Moin Khan - Mushtaq Ahmed - Rashid Latif - Saeed Anwar - Saleem Malik - Waqar Younis - Wasim Akram - Zahid Fazal | - Jo Angel - Michael Bevan - David Boon - Phil Emery - Damien Fleming - Ian Healy - Justin Langer - Tim May - Craig McDermott - Glenn McGrath - Michael Slater - Mark Taylor - Shane Warne - Steve Waugh - Mark Waugh |

## Tests

### Erster Test in Karachi
| 28. September – 2. Oktober Scorecard | Karachi | Australien 337 (88.2) & 232 (78) | – | Pakistan 256 (87.1) & 315-9 (106.1) |
|                                      |         | Pakistan gewinnt mit 1 Wicket    |   |                                     |

### Zweiter Test in Rawalpindi
| 5. – 9. Oktober Scorecard | Rawalpindi | Australien 521-9d (144.1) & 14-1 (10) | – | Pakistan 260 (76.4) & 537 (152.1) (f/o) |
|                           |            | Remis                                 |   |                                         |

### Dritter Test in Lahore
| 1. – 5. November Scorecard | Lahore | Pakistan 373 (120.1) & 404 (109.1) | – | Australien 455 (149.1) |
|                            |        | Remis                              |   |                        |